# 地海傳說 (電視劇)
《地海傳説》（英語：Legend of Earthsea），是一部美國古典奇幻電視劇，改編自娥蘇拉·勒瑰恩的《地海》小說系列，由加文·斯科特編劇，羅伯特·里伯曼執導，並於2004年12月在Sci-Fi頻道首播。

## 劇情背景
故事設定在位於地海東北的島國峨團（Atuan），講述魔法學徒格得和女祭司恬娜兩個年輕人為了追求自由和權力而踏上征途。

## 演員

### 主演
- 肖恩·阿什莫 飾演 格得／雀鷹（英语：Ged (Earthsea)）：原為平凡的牧羊童，在歐吉安傳授真名後到柔克島巫師學院學習魔法[2]。
- 克莉斯汀·克魯克 飾演 恬娜（英语：Tenar）：峨團的女祭司。
- 丹尼·葛洛佛 飾演 歐吉安（英语：Ogion）：弓忒島的老巫師，向格得傳授真名。
- 伊莎貝拉·羅塞里尼 飾演 泰娜（英语：Thar (character)）：峨團的最高祭司，恬娜的師傅。
- 賽巴斯汀·洛克（英语：Sebastian Roché） 飾演 泰加夫國王（King Tygath）：劇集原創角色，野心勃勃的卡爾吉德斯國王。
- 珍妮佛·卡爾維特（英语：Jennifer Calvert） 飾演 柯西爾（英语：Kossil）：曾為峨團的女祭司，後成為泰加夫國王的戀人和副手。
- 克里斯·高瑟（英语：Chris Gauthier） 飾演 費渠（英语：Vetch (character)）：格得在學院認識的好友。
- 馬克·艾契遜（英语：Mark Acheson） 飾演 哥白屍（英语：The Gebbeth）：追捕格得的累世無名者。

### 常設
- 艾倫·史卡夫（英语：Alan Scarfe） 飾演 大法師：柔克島巫師學院院長。
- 馬克·希爾雷斯（英语：Mark Hildreth (actor)） 飾演 賈似珀（英语：Jasper (Earthsea)）：經常欺凌格得的學長。
- 戴夫·沃德（英语：Dave Ward (voice actor)） 飾演 渡念恩（英语：Dunian）：格得的父親
- 亞歷山卓·朱利安尼（英语：Alessandro Juliani） 飾演 薩基奧拉（英语：Skiorh）：格得在學院認識的好友。
- 凱瑟琳·伊莎貝爾（英语：Katharine Isabelle） 飾演 雅柔（英语：Yarrow）：費渠的妹妹。
- 阿曼達·泰平（英语：Amanda Tapping） 飾演 葉芙阮（英语：Elfarran）：曾經囚禁累世無名者的女祭司。
- 艾琳·卡普拉克（英语：Erin Karpluk） 飾演 黛安娜（Diana）
- 艾蜜莉·漢普雪兒（英语：Emily Hampshire） 飾演 羅斯（Rosa）
- 約翰·坦奇（John Tench） 飾演 多亞將軍（General Doar）
- 艾力克斯·戴根（英语：Alex Diakun） 飾演 索瓦爾德（Thorvald）
- 希瑟·勞拉（Heather Laura） 飾演 佩內洛普（Penelope）
- 貝蒂·菲利普斯（Betty Phillips） 飾演 馬里昂（Marion）
- 威廉·桑普爾斯（William Samples） 飾演 漢德醫生（Doctor Hand）
- 安東尼·荷蘭（英语：Antony Holland） 飾演 命名大師
- R·尼爾森·布朗（R. Nelson Brown） 飾演 草藥大師
- 克里斯多福・布里頓（英语：Christopher Britton） 飾演 召喚大師
- 法蘭克·特纳（英语：Frank C. Turner） 飾演 阿夫納（Avner）
- 斯特凡·安格里姆（英语：Stefan Arngrim） 飾演 夏爾·里夫（Shire Reeve）

## 製作
《地海傳説》是改編自娥蘇拉·勒瑰恩的《地海》小說系列的首部曲《地海巫師》和二部曲《地海古墓》，由菲利帕·鮑恩斯編劇，羅伯特·里伯曼執導，勞倫斯·班德、凱文·凱利·布朗（Kevin Kelly Brown）和羅伯特·豪爾米擔任執行製作人。鮑恩斯在數個月後宣佈退出，改由加文·斯科特擔任主編劇。該劇的主體拍攝在加拿大溫哥華進行，並於2004年12月13日和14日在Sci-Fi頻道首播。

## 評價與反響
雖然該劇贏得七個利奧獎和獲得黃金時段艾美獎最佳電視劇特殊視覺效果提名，但因對原著劇情和設定作出過多修改而飽受批評。常識媒體的凱利·科斯勒（Kelly Kessler）批評該劇沒有還原小說中完整且具深度的虛構世界，角色之間的對白亦非常生硬和不自然。《摩瑞亞評論》則形容該劇好像在將小說搬上大銀幕時過濾了很多東西。
此外，沒有參與製作的原著作者勒瑰恩批評該劇為了縮短片長而將劇情大幅改動，將不相干的兩部原著小說劇情拼湊在一起，亦缺乏描述和探討佔原著很大篇幅的魔法設定和奇幻生物。她亦批評該劇大量使用白人演員，甚至改動格得等部份原著中寫明為有色人種的角色設定。勒瑰恩指劇組原本承諾會讓她以顧問身份參與製作，然而她的話語權在製作期間被完全架空，劇組並未有採納她的任何意見，因此她在劇集推出後多次撰文批評。

### 獎項與提名
| 年份 | 獎項                 | 類別                                  | 結果 | 參    |
| ---- | -------------------- | ------------------------------------- | ---- | ----- |
| 2005 | 利奧獎               | 最佳剪接                              | 獲獎 | [ 4 ] |
| 2005 | 利奧獎               | 最佳特效                              | 獲獎 | [ 4 ] |
| 2005 | 利奧獎               | 最佳整體音效                          | 提名 | [ 4 ] |
| 2005 | 利奧獎               | 最佳聲音特效                          | 提名 | [ 4 ] |
| 2005 | 利奧獎               | 最佳場景設計                          | 獲獎 | [ 4 ] |
| 2005 | 利奧獎               | 最佳服裝設計                          | 獲獎 | [ 4 ] |
| 2005 | 利奧獎               | 最佳化妝與髮型設計                    | 獲獎 | [ 4 ] |
| 2005 | 利奧獎               | 最佳男配角（提名者：克里斯·高瑟）     | 獲獎 | [ 4 ] |
| 2005 | 利奧獎               | 最佳男配角（提名者：馬克·希爾雷斯）   | 提名 | [ 4 ] |
| 2005 | 利奧獎               | 最佳女主角（提名者：克莉斯汀·克魯克） | 提名 | [ 4 ] |
| 2005 | 第57屆黃金時段艾美獎 | 最佳電視劇特殊視覺效果                | 提名 | [ 5 ] |

## 外部連結
- 互联网电影数据库（IMDb）上《地海傳說》的资料（英文）